# Mark Kennedy (policier)
Mark Kennedy né le 7 juillet 1969, infiltré sous le nom de Mark Stone, est un ancien officier de la police métropolitaine du Metropolitan Police Service du Grand Londres qui, alors qu'il était attaché à la National Public Order Intelligence Unit du service de police, a infiltré de nombreux groupes de protestation entre 2003 et 2010 avant d'être démasqué par des militants politiques en tant que policier en civil le 21 octobre 2010 et que son identité soit confirmée par les médias trois jours plus tard. Pendant son séjour sous couverture, il a manipulé et trompé plusieurs femmes pour qu'elles aient des relations sexuelles avec lui au su de ses supérieurs. Un tribunal des pouvoirs d'enquête, l'Investigatory Powers Tribunal (en), a conclu que ses actions constituaient un « abus de premier ordre » et avait « grossièrement dégradé, dégradé et humilié » l'une de ses victimes,.

## Carrière
Kennedy est né à Camberwell, dans le sud de Londres, le 7 juillet 1969, il rejoint la police métropolitaine vers 1994 et sert avec eux jusqu'en mars 2010. Il a été révélé qu'il était un infiltré par la police des groupes de protestation le 21 octobre 2010.
En janvier 2011, il a été rapporté que Kennedy était l'un des premiers officiers à travailler comme agent d'infiltration pour l'Unité nationale de renseignement sur l'ordre public (en) et avait passé sept ans au sein du mouvement de protestation environnemental.
Dans une interview diffusée sur Channel 4 le 14 novembre 2011, Kennedy déclare que, sous les traits d'un militant écologiste, il avait été utilisé par les forces de police de 22 pays et était responsable de la fermeture de la maison de la jeunesse Ungdomshuset à Copenhague le 1er mars 2007.
Kennedy a déclaré qu'il avait été embauché par la police allemande entre 2004 et 2009 et qu'il aurait commis deux crimes en leur nom, dont l'un était un incendie criminel.  Le député allemand Andrej Hunko (en) a posé des questions au Bundestag allemand concernant ce que les autorités allemandes savaient des activités de Kennedy au sein du mouvement de protestation de Berlin. Kennedy avait été arrêté à Berlin pour tentative d'incendie criminel, mais n'a jamais été traduit en justice. Hunko a également demandé : « Comment le gouvernement fédéral justifie-t-il le fait que [Mark Kennedy], dans le cadre de son opération en Allemagne, n'a pas seulement initié des amitiés significatives à long terme, mais aussi des relations sexuelles, clairement sous de faux prétextes ? ». Le gouvernement fédéral a refusé de répondre à toutes les questions relatives à Kennedy.
Kennedy a été impliqué dans plusieurs campagnes écologistes en Irlande, telles que Shell to Sea. Il aurait encouragé les manifestants à attaquer la police lors des manifestations du 1er mai 2004 à Dublin (en).
En février 2010, alors qu'il était encore policier, il a créé Tokra Ltd, une société privée à la même adresse qu'une société de sécurité qui travaille pour la société énergétique E.ON, propriétaire de la centrale électrique de Ratcliffe-on-Soar. Plus tard, en 2010, il crée Black Star High Access Ltd, basé dans l'est de Londres.
Il a manipulé plusieurs femmes pour qu'elles aient des relations sexuelles avec lui, au su de ses supérieurs.

## Conséquences
Kennedy déclare dans une interview, organisée par son agent de relations publiques Max Clifford, qu'il souffrait d'une version du syndrome de Stockholm. Selon The Guardian, Kennedy a poursuivi la police pour avoir ruiné sa vie et ne pas l'avoir "protégé" de tomber amoureux d'un des militants écologistes dont il a infiltré le mouvement.
En 2011, huit femmes qui disent avoir été trompées à avoir des relations intimes à long terme par cinq agents, dont Kennedy, qui avait infiltré des campagnes de justice sociale et environnementale, ont intenté une action en justice contre la police métropolitaine et l'Association des chefs de police (en),. Un groupe de soutien, Police Spies Out of Lives, a été mis en place non seulement pour apporter un soutien à ces femmes, ils ont également appelé l'Undercover Policing Inquiry (en) à enquêter sur « tous les aspects du mépris total des droits de l'homme » et a lancé une pétition pour qu'elle soit « transparente, robuste et complète ». Finalement, au moins 12 femmes ont reçu une indemnisation de la police de la Haute Cour de justice pour des questions similaires, bien que la police ait évité de rendre publics les documents internes sur les relations.

### Procès du Tribunal des pouvoirs d'investigation
Kate Wilson, l'une des femmes qui avaient poursuivi la police devant la Haute Cour, a intenté une action en 2018 devant le Tribunal des pouvoirs d'enquête (en), alléguant que la police avait enfreint ses droits humains de cinq manières. Dans des documents judiciaires, la police a admis que le supérieur hiérarchique de Kennedy et d'autres officiers étaient au courant de la relation sexuelle, déclarant que « la relation sexuelle avec [Wilson] a été menée avec l'accord de ses agents de couverture et de son supérieur hiérarchique ». Auparavant, la police avait laissé entendre que de telles relations n'étaient pas officiellement sanctionnées,. Le tribunal a conclu que Kennedy avait « envahi le cœur de sa vie privée », « lui avait causé des souffrances mentales » et qu'il avait « interféré » avec son « autonomie sexuelle » et avait montré « un profond manque de respect » pour son « intégrité corporelle et la dignité humaine ». Il a conclu que ses actions étaient un « abus de premier ordre ». En janvier 2022, le tribunal a conclu que Kennedy avait « grossièrement dégradé et humilié » sa victime et lui a accordé 229 000 £ d'indemnisation. Le tribunal a décrit Kennedy comme un « narrateur très peu fiable » et a déclaré « nous ne considérons pas que nous pouvons accorder du poids aux déclarations et commentaires qu'il a faits ».

### Essai de la centrale électrique de Ratcliffe
L'affaire contre six militants accusés de complot en vue de commettre une intrusion aggravée à la centrale de Ratcliffe-on-Soar s'est effondrée à la suite de la révélation des activités de Kennedy en tant que policier infiltré.
Danny Chivers, qui était l'un des six accusés gagnants dans l'affaire, a déclaré que Kennedy n'était pas seulement un observateur, mais un agent provocateur, « Nous ne parlons pas de quelqu'un assis à l'arrière de la réunion en train de prendre des notes - il était au cœur de tout ».
Dans une conversation enregistrée obtenue par Newsnight (en) et diffusée le 10 janvier 2011, Kennedy a dit à un militant qu'il était "désolé" et "voulait faire amende honorable". Kennedy a admis qu'il avait été policier en service au moment des arrestations de Ratcliffe, mais a déclaré qu'il n'en était plus un maintenant. Il a également déclaré à l'activiste "Je me déteste tellement que j'ai trahi tant de gens... Je dois à beaucoup de bonnes personnes de faire quelque chose de bien pour changer... Je suis vraiment désolé." .
L'avocate du Crown Prosecution Service (CPS), Felicity Gerry, a été forcée de retirer l'affaire contre les militants après que Kennedy a avoué le montage, preuve dont le CPS avait retenu la défense. Le CPS a de plus caché le fait que Kennedy témoignait sous le faux nom de Mark Stone en utilisant un faux passeport fourni par la police. Les bandes secrètes enregistrées par Kennedy ont aussi été retenues par le CPS. Le Guardian a rapporté que « les enregistrements de Kennedy étaient des preuves secrètes qui auraient pu disculper six militants, connus sous le nom de "négationnistes" parce qu'ils affirmaient ne pas avoir accepté de se joindre à la manifestation » et « les preuves recueillies par le Guardian suggèrent maintenant que c'était le Crown Prosecution Service plutôt que la police qui a retenu les bandes ». L'avocat du CPS, Ian Cunningham, a été renvoyé après qu'un rapport du juge Christopher Rose (en) ait critiqué Cunningham pour ne pas avoir posé de questions sur l'implication de Kennedy dans le complot de Ratcliffe.

## Médias
Kennedy est l'un des nombreux policiers infiltrés désormais exposés décrits dans le livre Undercover: The True Story of Britain's Secret Police (en) (2012). Une série dramatique télévisée prévue est basée sur l'histoire des agents d'infiltration.
La pièce Any Means Necessary est basée sur l'infiltration de la manifestation de la centrale électrique de Ratcliffe-on-Soar. C'était la mise en scène au Nottingham Playhouse (en) en février 2016. 